# Elecciones generales de Irlanda de 1922
Las elecciones generales de Irlanda de 1922 tuvieron lugar en Irlanda del Sur el 16 de junio de 1922, bajo las disposiciones del Tratado Anglo-Irlandés de 1921 para elegir una asamblea constituyente que allanara el camino para el establecimiento formal del Estado Libre Irlandés. Para los republicanos irlandeses en estas elecciones se eligió el Tercer Dáil de la República de Irlanda. Según las disposiciones del tratado, era un parlamento provisional que reemplazaba al parlamento de Irlanda del Sur. Desde el 6 de diciembre de 1922 fue el Dáil Éireann del Estado Libre Irlandés.
La elección se realizó por única vez mediante voto único transferible de representación proporcional.

## Campaña
Al igual que en las elecciones de 1921, el Sinn Féin tenía un candidato para cada escaño, sin embargo, el tratado anglo-irlandés dividió al partido entre 65 candidatos pro-tratado, 57 anti-tratado y 1 nominalmente neutral. A diferencia de las elecciones del año anterior en las que el Sinn Féin había obtenido varios escaños sin oposición, en esta ocasión se enfrentaba al Partido Laborista y al Partido de los Agricultores, por lo que su división, más la aparición de una oposición vocal, aparentaba ser un obstáculo para el Sinn Féin ante los comicios.
Para minimizar las posibles pérdidas electorales de su partido, los líderes de ambas facciones, Éamon de Valera (Anti-Tratado) y Michael Collins (Pro-Tratado) llegaron a un acuerdo aprobado el 20 de mayo de 1922. El Sinn Féin se presentaría como una fuerza unida a las elecciones y, una vez conocidos los resultados, se formaría un gobierno de coalición.
A pesar del pacto, los resultados electorales iniciaron la división efectiva de Sinn Féin en partes separadas. Los Pro-Tratado obtuvieron la primera minoría con 58 escaños, formando una coalición con todos los demás partidos y los candidatos independientes, todos a favor del tratado. Los miembros del nuevo parlamento contrarios al tratado, que fueron la segunda fuerza más votada con 36 escaños, boicotearon las sesiones del Dáil Éireann. Este boicot dio un control incontestado a los miembros del Sinn Féin a favor del tratado, y así permitió a WT Cosgrave establecer el Segundo Gobierno Provisional Irlandés y más tarde el Primer Consejo Ejecutivo del Estado Libre Irlandés. Doce días después de las elecciones, el 28 de junio, estalló la guerra civil irlandesa entre los que estaban a favor del tratado y los que estaban en contra.

## Resultados
|  | 38.48 % |

|  | 45.31 % |

|  | 21.77 % |

|  | 28.13 % |

|  | 21.32 % |

|  | 13.28 % |

|  | 7.84 % |

|  | 5.47 % |

|  | 2.34 % |

|  | 0.78 % |

|  | 0.42 % |

|  | 7.82 % |

|  | 7.03 % |

|  | 96.93 % |

|  | 3.07 % |

|  | 100 % |

|  | 62.5 % |